# Faza III/Faza IV
Faza III/Faza IV – drugi singel zespołu Voo Voo zawierający utwory "Faza III" i "Faza IV", które znalazły się także, choć w innych wersjach, na wydanym w rok później albumie Voo Voo.

## Utwory
1. "Faza III"
2. "Faza IV"

Muzyka i tekst: Wojciech Waglewski